# Колумбийски планини
Колумбийските планини (на английски: Columbia Mountains) са група от планински масиви във Вътрешния пояс на Северноамериканските Кордилери, простиращи се на територията на Канада (75%), провинция Британска Колумбия и САЩ (25%), щатите Вашингтон, Айдахо и Монтана, между 48° и 54° с.ш. Те са с дължина от север на юг 740 km, ширина до 200 km в южната част и площ 135 956 km². На изток планините са ограничени от Скалистите планини от тясна тектонска депресия – т.нар. „Ров на Скалистите планини“, по която протичат горните течения на реките Колумбия и Фрейзър. На запад средното и долното течение на река Фрейзър ги отделя от платата Фрейзър и Камлупс, а на юг граничат с Колумбийското плато.

## Релеф, геоложки строеж
Колумбийските планини се състоят от 6 обособени от дълбоки речни долини планински масиви:
- Карибу – в Канада, връх Сър Уилърд Лорие (3516 m);
- Шусуап – в Канада, 2636 m;
- Оканоган – в Канада и САЩ, 2315 m;
- Монаши – в Канада и САЩ, 3274 m;
- Селкирк – в Канада и САЩ, връх Сър Санфорд (3519 m);[3]
- Пърсел – в Канада и САЩ, връх Фарнъм (3493 m).

Всичките планински масиви изобилстват от ледникови форми на релефа и притежават значителни съвременни ледници. Изградени са предимно от докамбрийски масивни кристалинни скали.

## Ландшафти, растителност
В Колумбийските планини много ясно са обособени височинните пояси – лесостепи, иглолистни субалпийски гори, алпийски пасища, скали и ледници. На по-добре овлажнените западни склонове на височина от 750 до 1200 m е развит поясът на гъстите иглолистни гори (т.нар. Колумбийска гора). В северната част на масива Селкирк е разположен националният парк „Глейшър“.